# Rufus Henry Pope
Pour l’article homonyme, voir Pope (homonymie).
Henry Rufus Pope (13 septembre 1857-16 mai 1944) est un agriculteur, éleveur et homme politique fédéral et municipal du Québec.

## Biographie
Né à Cookshire dans la région de l'Estrie, il étudie à l'Académie de Cookshire, à l'école secondaire de Sherbrooke et à l'école de loi de l'Université McGill.
Élu député du Parti conservateur dans la circonscription fédérale de Compton lors d'une élection partielle déclenchée après le décès de son père et député John Henry Pope en 1889. Réélu en 1891, 1896 et en 1900, il est défait à trois reprises par le libéral Aylmer Byron Hunt en 1904, élection partielle de 1906 et en 1908.
En 1911, le premier ministre Robert Laird Borden lui offre le poste de sénateur de la division de Bedford. Il y demeurere jusqu'à son décès en 1944.